# NGC 3616
NGC 3616 este o galaxie situată în constelația Leul. A fost descoperită în 8 aprilie 1784 de către William Herschel.